# Deathstroke (Arrow)
Deathstroke es el décimo octavo episodio de la segunda temporada y cuadragésimo primer episodio a lo largo de la serie estadounidense de drama y ciencia ficción, Arrow. El episodio fue escrito por Marc Guggenheim y Drew Z. Greenberg y dirigido por Guy Bee. Fue estrenado el 2 de abril de 2014 en Estados Unidos por la cadena The CW.
Slade hace su siguiente movimiento contra Oliver y le revela la verdad a Thea sobre su origen. Mientras Oliver se apresura a proteger a su familia, Roy comienza a cuestionar sus decisiones. Oliver cede temporalmente la dirección ejecutiva de Queen Consolidated a Isabel Rochev, quien aprovecha la oportunidad para arrebatarle la empresa. Finalmente, Oliver descubre el verdadero juego de Slade y éste le revela la verdad a Laurel sobre Arrow.

## Argumento
Inicialmente fingiendo consolar a Thea después de su ruptura con Roy, Slade usa la oportunidad para secuestrarla.
Distraído por el secuestro de Thea y con su equipo trabajando para localizar Slade, Oliver cede temporalmente la dirección ejecutiva a Isabel Rochev para que pueda asegurarse que la empresa funciona sin problemas en su ausencia. Isabel usa su cargo temporal para convencer al consejo de administración para hacer su posición permanente, lo que permite que pueda tomar el control total sobre Queen Consolidated. 
Roy comienza a cuestionar las decisiones de Oliver, cuando no ve resultados positivos en la búsqueda de Thea. Cuando Oliver enfrenta a Isabel por su reciente maniobra, ésta le revela que ha estado trabajando con Slade todo el tiempo y le dice a dónde se encuentra Thea.
Oliver llega al lugar, pero Thea ya había sido liberada por Slade, ya que se trataba de una distracción de su verdadero plan, que consistía en liberar a un grupo de presos para ser utilizados como sujetos de prueba del Mirakuru. Thea informa a Oliver y Moira que Slade le dijo que su padre biológico es Malcolm Merlyn. Mientras tanto, Quentin es arrestado por ayudar al vigilante, mientras Roy deja Starling City después de asegurarse que Thea se encuentra a salvo. Finalmente, Slade visita a Laurel y le revela que Oliver es la Flecha.
Mientras tanto en la isla, Sara planea usar el intercambio con Slade para asesinarlo con la ayuda de Anatoli y Peter pero fallan en última instancia cuando Slade revela que el Mirakuru ha agudizado sus sentidos.

## Elenco
- Stephen Amell como Oliver Queen.
- Katie Cassidy como Dinah Laurel Lance.
- David Ramsey como John Diggle.
- Willa Holland como Thea Queen.
- Emily Bett Rickards como Felicity Smoak.
- Colton Haynes como Roy Harper.
- Manu Bennett como Slade Wilson.
- Susanna Thompson como Moira Queen.
- Paul Blackthorne como el oficial Quentin Lance.

## Continuidad
- Frank Pike fue visto anteriormente en Identity.
- Isabel Rochev fue vista anteriormente en The Scientist.
- Sebastian Blood fue visto anteriormente en Heir to the Demon.
- Anthony Ivo fue visto anteriormente en The Promise, vía flashback.
- Moira Queen fue vista anteriormente en The Promise.

- En Suicide Squad Moira aparece solamente en una entrevista que Oliver ve por el televisor.

- Shado fue vista anteriormente en Suicide Squad, a través de una proyección de un vídeo en la oficina de Slade.
- Thea es secuestrada por Slade en este episodio.
- En este episodio tiene lugar un debate entre los candidatos a la alcaldía de Ciudad Starling.
- Oliver cede temporalmente la dirección ejecutiva de Queen Consolidated a Isabel Rochev.

- Isabel aprovecha esto para llamar a una junta de accionistas para ser elegida como directora ejecutiva de forma permanente.

- Slade revela que el Mirakuru ha agudizado sus sentidos.
- Isabel le revela a Oliver que trabaja con Slade y que está al tanto de sus actividades como vigilante.
- Roy comienza a cuestionar las decisiones de Oliver y lo culpa por el secuestro de Thea.
- Slade le revela a Thea que Malcolm Merlyn es su verdadero padre.
- Se revela que Slade alucina con Shado, quien le dice cómo vengarse de Oliver.
- Roy abandona Ciudad Starling después de asegurarse que Thea está a salvo.
- Slade le revela a Laurel que Oliver es Arrow.
- Quentin Lance es arrestado por estar asociado con el vigilante.
- Isabel Rochev y Laurel Lance se convierten en la decimoquinta y decimosexta persona conocida en estar al tanto de la verdadera identidad de Arrow, siendo John Diggle (Lone Gunmen), Derek Reston (Legacies), Helena Bertinelli (Muse of Fire), Felicity Smoak (The Odyssey), Tommy Merlyn (Dead to Rights), el Dr. Webb (Unfinished Business), Malcolm Merlyn (Darkness on the Edge of Town), Sara Lance (Crucible), Amanda Waller (Keep Your Enemies Closer), el Conde Vértigo (State v. Queen), Barry Allen (The Scientist), Slade Wilson (Three Ghosts), Roy Harper (Tremors) y Lyla Michaels (Suicide Squad), las otras catorce.

## Desarrollo

### Producción
La producción de este episodio comenzó el 30 de enero y terminó el 7 de febrero de 2014.

### Filmación
El episodio fue filmado del 11 al 20 de febrero de 2014.

## Recepción

### Recepción de la crítica
Jesse Schedeen de IGN calificó al episodio como asombroso y le dio una puntuación de 9.6, comentando: Algunas de las mejores historias de superhéroes han llegado mientras héroes como Spider-Man o Daredevil son sometidos a un guantelete literal y metafórico por uno de sus mayores enemigos. «Deathstroke» estaba muy en la tradición de cómics como La última cacería de Kraven y Born Again. El resurgimiento de Deathstroke fue malo para Oliver Queen pero bueno para los espectadores, mientras Arrow ha entregado otro estupendo episodio. El sufrimiento prolongado de Ollie y la cruzada vengativa de Slade hicieron una hora de televisión emocionante y otro punto alto de la temporada 2. Estamos cerca del final ahora, y la serie tiene el potencial de mejorar todavía más en estas últimas semanas".

### Recepción del público
En Estados Unidos, Deathstroke fue visto por 2.32 millones de espectadores, recibiendo 0.8 millones de espectadores entre los 18 y 49 años, de acuerdo con Nielsen Media Research.